# Conflicto sino-soviético (1929)
El Conflicto sino-soviético o chino-soviético (en chino: 中东路事件; en ruso: Конфликт на Китайско-Восточной железной дороге) fue un conflicto armado de corta duración que tuvo lugar en 1929, y en el que se vieron envueltas la Unión Soviética y la República de China. Este conflicto tuvo serias implicaciones, ya que cuando dos años después los japoneses invadieron Manchuria, la voluntad soviética de combatir disuadió a los japoneses de continuar avanzando hacia el norte, mientras que las tropas chinas se mostraron reticentes a combatir con las tropas japonesas.

## Antecedentes

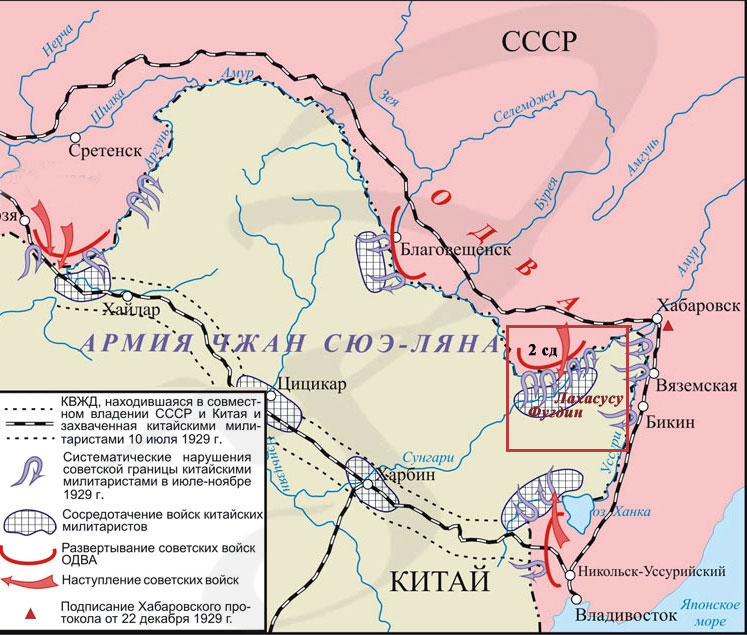
Operaciones militares en la región del Ferrocarril Oriental de China en 1929

Desde la victoria bolchevique en la Guerra civil rusa, el nuevo estado soviético había asumido las responsabilidades del Imperio ruso en el Ferrocarril Transmanchuriano, el cual atravesaba el territorio chino pero que a su vez era de un gran valor estratégico para la Unión Soviética. Desde que se creara la administración del ferrocarril, la compañía tenía su sede en Harbin y los soviéticos incluso tenían participación en el consejo local de la ciudad. Las disposiciones administrativas quedaron formalizadas en un tratado sino-soviético firmado en 1924.
La influencia y labor propagandística realizada por los comunistas soviéticos a través de sus consulados en suelo chino se reveló como una grave amenaza para las autoridades chinas del Kuomintang, cuyos temores se vieron exacerbados por la propaganda de los remanentes de los rusos blancos que se habían exiliado en Manchuria. No hay que olvidar que desde 1927 el Kuomintang se encontraba en plena guerra civil a los comunistas chinos y las relaciones con la Unión Soviética se habían enfriado considerablemente. Entre 1925 y 1927 tuvieron lugar numerosas provocaciones del señor de la guerra en Manchuria, Zhang Zuolin, contra los soviéticos. Zuolin se encontraba, además, en conflicto con el Gobierno central de Nankín y en una difícil situación con los japoneses, establecidos en Corea. Después de que Zuolin fuera asesinado por agentes japoneses en 1928, su hijo Zhang Xueliang asumió el mando del gobierno en Manchuria.

## Desarrollo de las hostilidades
A comienzos de 1929 las autoridades chinas de Harbin, con el consentimiento de Zhang Xueliang, se hicieron con el control de la red telefónica de la ciudad, la cual había sido instalada y era administrada por la Compañía del ferrocarril transmanchuriano. Los soviéticos protestaron por esta acción, ya que la consideraron una violación del Tratado sino-soviético, pero Xuelinag argumentó que estos acuerdos se referían exclusivamente a los ferrocarriles. Durante los siguientes meses Zhang se mostró muy agresivo ante las quejas soviéticas.
En mayo, con el pretexto de que desde el consulado soviético se estaban desarrollando actividades propagandísticas, las tropas chinas rodearon el edificio y detuvieron a treinta y nueve de sus empleados, incluyendo a diplomáticos soviéticos y funcionarios del ferrocarril. Desde el Gobierno central de Nankín no se prestó atención a los acontecimientos de Manchuria, y a pesar de su gravedad, estos fueron considerados como un simple asunto regional. Para las autoridades soviéticas supuso la gota que colmó el vaso. 

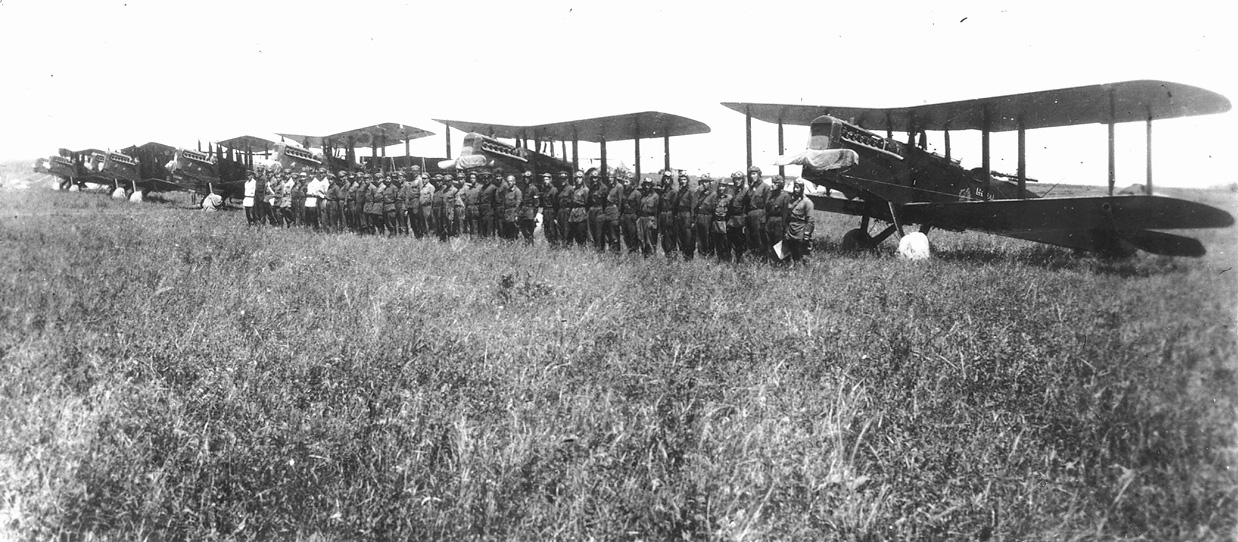
Polikarpov R-1 de la Fuerza aérea soviética desplegados en el frente

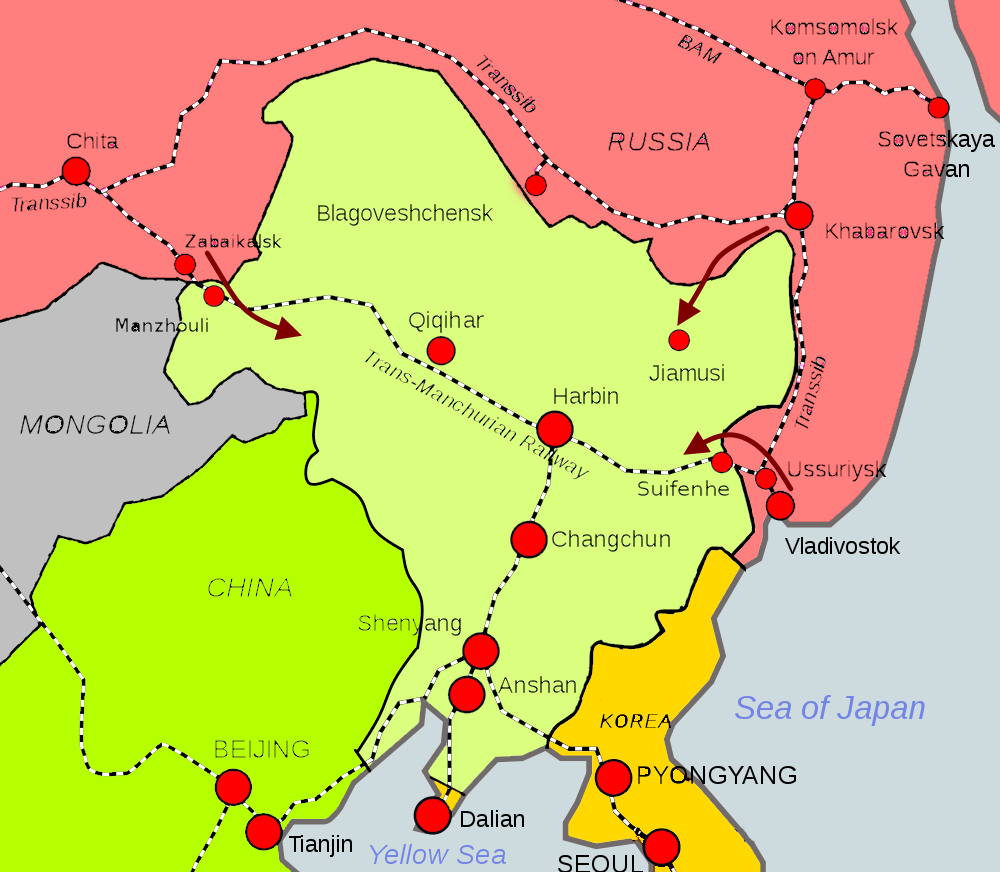
Plano de la ofensiva soviética.

Mientras las negociaciones entre ambas partes seguían desarrollándose, a finales de verano estalló el conflicto armado entre ambas partes. El 9 de septiembre la aviación soviética bombardeó y destruyó la estación ferroviaria de Suifenhe, provocando un importante número de bajas. A lo largo de las siguientes semanas los aviones soviéticos desarrollaron una intensa campaña aérea contra objetivos estratégicos en el noreste de Manchuria. A mediados de noviembre la línea ferroviaria entre Tsagan y Chalainor había sido intensamente bombardeada, provocando el corte de las comunicaciones. Para esa fecha los chinos ya habían tenido unas bajas de dos mil muertos. Por su parte, las negociaciones continuaron, pero fueron ralentizadas considerablemente por la actitud china hacia la propuesta soviética. Finalmente, el 22 de diciembre los representantes de la URSS y el general Zhang firmaron en la ciudad soviética de Jabárovsk un acuerdo que puso fin a las hostilidades.

## Consecuencias
La actuación del Ejército chino del Noreste al mando de Zhang Xueliang había sido decepcionante, lo que posiblemente contribuyó a que con posterioridad Zhang se mostrase reticente a entablar combate con el Ejército Imperial Japonés. Por su parte, la actitud soviética supuso una muestra excepcional, en un período en que la Unión Soviética mantenía en política exterior una actitud más cauta. Es también probable que dos años más tarde, cuando las fuerzas imperiales japonesas invadieron Manchuria, la voluntad soviética de combatir disuadió a los japonesas de continuar avanzando hacia el norte. La intervención soviética rápidamente puso fin al conflicto y obligó a los chinos a restaurar la administración conjunta chino-soviética del Ferrocarril, con el establecimiento de una nueva cúpula administrativa.